# Cabannes (månekrater)
Cabannes er et nedslagskrater på Månen. Det befinder sig på den sydlige halvkugle på Månens bagside og er opkaldt efter den franske fysiker Jean Cabannes (1885 – 1959).
Navnet blev officielt tildelt af den Internationale Astronomiske Union (IAU) i 1970. 

## Omgivelser
Satellitkrateret "Cabannes J" er forbundet med Cabanneskraterets sydøstlige rand og ligger mellem Cabannes og Berlagekrateret, som er stærkt nedslidt af senere nedslag. Lige mod øst ligger Bellinsgauzenkrateret, og mod syd ligger det store Antoniadikrater. 

## Karakteristika
Cabanneskraterets rand er blevet nedslidt af senere nedslag, og der ligger et mindre krater over den sydlige rand. Formationen er imidlertid ikke omformet af betydning af de nærliggende kratere.

## Satellitkratere
De kratere, som kaldes satellitter, er små kratere beliggende i eller nær hovedkrateret. Deres dannelse er sædvanligvis sket uafhængigt af dette, men de får samme navn som hovedkrateret med tilføjelse af et stort bogstav. På kort over Månen er det en konvention at identificere dem ved at placere dette bogstav på den side af satellitkraterets midte, som ligger nærmest hovedkrateret. Cabanneskrateret har følgende satellitkratere:
| Cabannes | Længde  | Bredde   | Diameter |
| -------- | ------- | -------- | -------- |
| J        | 62,2° S | 167,2° V | 34 km    |
| M        | 64,2° S | 170,2° V | 48 km    |
| Q        | 63,3° S | 174,5° V | 49 km    |

## Måneatlas
- Billeder af Cabanneskrateret i LPI-måneatlasset